# Better than Today
"Better than Today" är en sång framförd av den australiska sångerskan Kylie Minogue och återfinns på hennes elfte studioalbum Aphrodite. Den släpptes som den tredje singeln internationellt den 6 december 2010. Sången var ursprungligen skriven och producerad av Nerina Pallot och Andy Chatterley. Singeln nådde nummer 32 på UK Singles Chart.

## Format- och låtlista
CD single
1. "Better than Today" – 3:25
2. "Can't Get You Out of My Head" (BBC Live Lounge Version) – 3:16

CD maxi single
1. "Better than Today" – 3:25
2. "Better than Today" (Bills & Hurr Remix) – 8:36
3. "Better than Today" (The Japanese Popstars Mix) – 6:45
4. "Get Outta My Way" (BBC Live Lounge Version) – 3:40

7" single
1. "Better than Today" – 3:25
2. "Better than Today" (Bills & Hurr Remix Edit) – 3:47